# Veľké Teriakovce
Veľké Teriakovce (in ungherese: Bakostörék) è un comune della Slovacchia facente parte del distretto di Rimavská Sobota, nella regione di Banská Bystrica.